# Acting white
Acting white is een pejoratieve term, die voornamelijk in de Verenigde Staten wordt gebruikt en verwijst naar een gepercipieerde verraad dat  Afro-Amerikanen  plegen wanneer ze zich gedragen volgens de sociale verwachtingen van de blanke maatschappij. In Nederland wordt gesproken over bountygedrag, verwijzend naar de gelijknamige chocoladereep die zwart van buiten en wit van binnen is.
De term acting white wordt gebruikt in sociaalwetenschappelijk onderzoek, en dan vooral in de onderwijssociologie, maar is niet vrij van controverse.
Volgens deze denkwijze wordt het een zwart persoon kwalijk genomen door zijn (zwarte) peer group wanneer diezelfde persoon excelleert in het onderwijs. Door te presteren op school bevestigt hij of zij immers de waarden van de dominante meerderheid. Deze denkwijze wordt onder meer door John Ogbu gebruikt om te verklaren waarom Afro-Amerikanen geen goede schoolresultaten halen ten opzichte van de blanke studenten. Wie de dominante waarden als Afro-Amerikaan niet verwerpt, zou volgens slecht presterende jongeren niet loyaal zijn aan de "eigen" cultuur. Ogbu beweert dat het stigma op goede schoolprestaties in een ruimere context moet gezien worden. Het historisch onvrijwillige karakter van de Afro-Amerikaanse migratie (de slavernij) zou bijvoorbeeld mede de afkeer voor goede schoolprestaties verklaren. Dit onvrijwillige karakter vindt men niet terug bij Aziatisch-Amerikaanse migranten, waardoor deze gemeenschap wel bereid is om de dominante Amerikaanse waarden na te streven.